# Casimir Gyllenstierna
Casimir Gyllenstierna, död 15 maj 1640, var en svensk assessor och kammarherre.

## Biografi
Casimir Gyllenstierna var son till svenske amiralen Johan Nilsson Gyllenstierna och grevinnan Sigrid Brahe. Han uppfostrades i Polen och gjorde under sin ungdom studieresor till Tyskland. Gyllenstierna blev 1626 kammarherre hos kung Gustaf II Adolf. Han blev 17 november 1634 assessor i Göta hovrätt. Gyllenstierna avled 1640 och begravdes i Vadstena klosterkyrka där hans vapen sattes upp.

### Egendom
Gyllenstierna ägde Lundholmen i Vrigstads socken och Medevi i Västra Ny socken.